# Dirk Schlächter
Dirk Schlächter, född den 15 februari 1965 i Bad Nauheim, är en tysk hårdrocksbasist i  Power metal-bandet Gamma Ray.

## Biografi
Dirk Schlächter spelade akustiska gitarr som barn och elektrisk från 15 års ålder; basgitarr började spela när han var 19 år.
År 1990, när Schlächter var 25, gästspelade han på Gamma Rays album Heading For Tomorrow och fick då reda på att bandet sökte en ny andragitarrist. Han bytte då basen mot gitarr och gick 1991 med i Gamma Ray som gitarrist.
Under Land of the Free-turnén 1995 övervägde Schlächter att byta tillbaka från gitarr till bas. Eftersom bandets dåvarande basist Jan Rubach var tveksam till att byta basen mot gitarr kom bandet överens om att göra färdigt turnén och sedan se om dessa byten kunde ske. Det visade sig dock under bandets första övning efter turnén att Rubach inte alls kände för att byta och hade bestämt sig för att lämna bandet. Schlächter tog då över basen och han har varit Gamma Rays basist sedan dess.

## Diskografi (urval)

### Gamma Ray
- Heading for Tomorrow (1990) (som gästmusiker där han spelade på två låtar)
- Heading for the East (Live) (1990)
- Heaven Can Wait (EP) (1990)
- Sigh No More (1991)
- Insanity and Genius (1993)
- Lust for Live (Live) (1993)
- Land of the Free (1995)
- Alive '95 (Live) (1996)
- Silent Miracles (EP) (1996)
- The Karaoke Album (Samlingsalbum) (1997)
- Valley of the Kings (EP) (1997)
- Somewhere Out in Space (1997)
- Powerplant (1999)
- Blast from the Past (Samlingsalbum) (2000)
- No World Order (2001)
- Skeletons in the Closet (Live) (2003)
- Majestic (2005)
- Land of the Free II (2007)
- To the Metal! (2010)
- Skeletons & Majesties Live (2012)
- Master of Confusion (EP) (2013)
- Empire of the Undead (2014)